# Тверецкий
Твере́цкий — посёлок сельского типа в Торжокском районе Тверской области. Административный центр Тверецкого сельского поселения.

## География
Находится в 24 км к северу от города Торжка, на левом берегу реки Тверца, чуть ниже впадения в неё реки Осуги. В 6 км от федеральной автодороги «Москва — Санкт-Петербург».

## Население
| 1997 | 2002 | 2010 |
| ---- | ---- | ---- |
| 704  | ↘598 | ↘590 |

## Инфраструктура
- МОУ Тверецкая средняя общеобразовательная школа
- Тверецкий Дом культуры
- Тверецкая сельская библиотека
- ФАП (фельдшерско-акушерский пункт)

## История
Возник в конце XIX века как посёлок при винокурне помещиков Стрельцовых. В 1920-40-х годах назывался Стрелки, совхоз 8-е Марта. С 1958 года посёлок стал называться Никольский спиртозавод, с 1983? — посёлок Тверецкий.
В 1997 году — 290 хозяйств, 704 жителя. ТОО «Заря», кондитерский цех, средняя школа, баня, пекарня, 2 магазина.